# Raymond Vergès
Pour les articles homonymes, voir Vergès.
Pour les autres membres de la famille, voir Famille Vergès.
Raymond Vergès, né et mort à Saint-Denis de La Réunion (15 août 1882 – 2 juillet 1957) est un ingénieur, médecin et homme politique français, élu de La Réunion. Il est le père de l'avocat Jacques Vergès et de l'homme politique Paul Vergès.

## Biographie

### Généalogie
Membres notables de la famille Vergès
|                            |                            |                            |                            | Raymond Vergès 1882 – 1957 |                            |  |  |                            |                            |                            |                            |                            |                            |  |  |  |  |                    |                    |                    |                    |                    |                    |  |  |  |  |  |  |  |  |
|                            |                            |                            |                            |                            |                            |  |  |                            |                            |                            |                            |                            |                            |  |  |  |  |                    |                    |                    |                    |                    |                    |  |  |  |  |  |  |  |  |
|                            |                            |                            |                            |                            |                            |  |  |                            |                            |                            |                            |                            |                            |  |  |  |  |                    |                    |                    |                    |                    |                    |  |  |  |  |  |  |  |  |
| Jacques Vergès 1924 – 2013 | Jacques Vergès 1924 – 2013 | Jacques Vergès 1924 – 2013 | Jacques Vergès 1924 – 2013 | Jacques Vergès 1924 – 2013 | Jacques Vergès 1924 – 2013 |  |  | Paul Vergès 1925 – 2016    | Paul Vergès 1925 – 2016    | Paul Vergès 1925 – 2016    | Paul Vergès 1925 – 2016    | Paul Vergès 1925 – 2016    | Paul Vergès 1925 – 2016    |  |  |  |  |                    |                    |                    |                    |                    |                    |  |  |  |  |  |  |  |  |
| Jacques Vergès 1924 – 2013 | Jacques Vergès 1924 – 2013 | Jacques Vergès 1924 – 2013 | Jacques Vergès 1924 – 2013 | Jacques Vergès 1924 – 2013 | Jacques Vergès 1924 – 2013 |  |  | Paul Vergès 1925 – 2016    | Paul Vergès 1925 – 2016    | Paul Vergès 1925 – 2016    | Paul Vergès 1925 – 2016    | Paul Vergès 1925 – 2016    | Paul Vergès 1925 – 2016    |  |  |  |  |                    |                    |                    |                    |                    |                    |  |  |  |  |  |  |  |  |
|                            |                            |                            |                            |                            |                            |  |  |                            |                            |                            |                            |                            |                            |  |  |  |  |                    |                    |                    |                    |                    |                    |  |  |  |  |  |  |  |  |
| Françoise Vergès 1952      | Françoise Vergès 1952      | Françoise Vergès 1952      | Françoise Vergès 1952      | Françoise Vergès 1952      | Françoise Vergès 1952      |  |  | Laurent Vergès 1955 – 1988 | Laurent Vergès 1955 – 1988 | Laurent Vergès 1955 – 1988 | Laurent Vergès 1955 – 1988 | Laurent Vergès 1955 – 1988 | Laurent Vergès 1955 – 1988 |  |  |  |  | Pierre Vergès 1958 | Pierre Vergès 1958 | Pierre Vergès 1958 | Pierre Vergès 1958 | Pierre Vergès 1958 | Pierre Vergès 1958 |  |  |  |  |  |  |  |  |

### Famille
Son père Charles Raymond Joseph Aristide Vergès, né le 7 mai 1856 à Saint-Denis, est propriétaire d'une officine de pharmacie,, et est également secrétaire du Conseil de Santé à l'hôpital militaire de Saint-Denis à partir de 1876. Il se marie le 24 octobre 1881 à Saint-Denis avec Marie Louise Noémie Langoit, née le 19 avril 1857 à Saint-Denis, décédée le 2 novembre 1886 à Tamatave (Madagascar). Il a un frère, Charles, né le 15 novembre 1883 à Saint-Denis et décédé le 20 juin 1885 à Saint-Denis.
Son grand-père, Adolphe François Joseph Vergès, est originaire de Morlaix, dans le Finistère. Fils de Raymond Vergès, chef de bataillon, et de Reine Marie Scoarnec, il devient, une fois arrivé à La Réunion, lieutenant puis capitaine d'infanterie de Marine. Il se marie le 22 mars 1855 avec Marie Florentine Hermelinde Millon-Desmarquets, née en 1832, fille d'un aristocrate terrien de Saint-Louis, Charles Pierre de Millon des Marquets, né en 1805 à La Réunion à Saint-André. Adolphe Vergès était le fils de Raymond (ou Raimond) Vergès, qui était de souche catalane, natif de Villefranche-de-Conflent, et nommé gouverneur de l'Île Sainte-Marie en 1840,.

### Enfance et études
Né à Saint-Denis de La Réunion, il est élevé par ses grands-parents à La Réunion, après l’installation de ses parents à Madagascar.
Il commence sa scolarité au petit lycée de Saint-Denis et en 1895, puis entre au lycée Leconte-de-Lisle en qualité d’interne et de boursier de la colonie. Élève brillant, il obtient son baccalauréat en 1901.
Il poursuit des études supérieures en métropole grâce à l'obtention d'une bourse. Il entre au lycée Saint-Louis à Paris, et obtient au bout de cinq années d’études une licence en sciences ainsi que divers certificats.
En 1906, il entre à l’École nationale supérieure d'agriculture coloniale (ENSAC) où il prépare avec succès un diplôme d’ingénieur en agronomie tropicale.
En 1908, Raymond Vergès se marie avec Jeanne-Marie Daniel, qui lui donne deux enfants : Jean, né en 1913, et Simone, née en 1916.

### Carrière de médecin et ingénieur
Il obtient un premier emploi de dessinateur auprès de « Société de construction et d’exploitation des chemins de fer en Chine » pour un contrat de trois ans. Il reste finalement en Chine durant cinq ans où la moitié de son temps est consacré à la formation d'ingénieurs locaux.
En 1912, il entre à la faculté de médecine de Paris ; ses études sont interrompues par le déclenchement de la Première Guerre mondiale. Il est mobilisé en tant qu'infirmier militaire, puis en 1915 comme médecin auxiliaire auprès du 94e RI. Plusieurs fois blessé, notamment lors de la bataille de Verdun, il se replie à Paris puis Rennes pour se faire soigner ; il est déclaré inapte à regagner le front.
Après l’armistice, il poursuit ses études de médecine à la faculté de Rennes. Celles-ci s’achèvent le 23 août 1919, par la soutenance d'une thèse. Il ouvre ainsi son premier cabinet de médecin à Rochefort-sur-Loire en Maine-et-Loire.
En 1920, Raymond Vergès repart en Chine, où il devient de professeur à l’Institut technique franco-chinois d’industrie et de commerce à Shanghai, ville dans laquelle il séjourne un peu plus d’un an, avant de se rendre au Laos en 1922 où il occupe le poste de médecin-chef de l’hôpital de Savannakhet à la frontière du Siam (actuelle Thaïlande).
En 1923, sa première épouse Jeanne-Marie meurt. Il rencontre Pham Thi Khang, une institutrice vietnamienne qui devient sa seconde femme. Celle-ci donne naissance à deux fils prénommés Jacques et Paul, à Ubon Ratchathani, ville thaïlandaise située à 150 km au sud de Savannakhet, et dans laquelle Raymond Vergès est également médecin et consul de France de 1925 à 1928. En réalité, Jacques et Paul Vergès présentés comme jumeaux, ne seraient pas nés le même jour : si la date de naissance de Paul est bien le 5 mars 1925, celle de Jacques est fausse puisqu'il serait né un an plus tôt le 20 avril 1924 au Laos, et non au Siam comme son frère. Raymond Vergès aurait profité de sa position de consul pour réaliser un « vrai-faux » état civil, afin de cacher sa relation adultère avec Pham Thi Khang, alors que Jeanne-Marie était encore vivante[pas clair] (elle meurt en 1923).
Il profite d'un congé administratif de six mois entre mars et novembre 1928, pour se rendre à La Réunion avec ses deux fils de trois ans et son épouse Pham Thi Khang. C'est dans l'île que cette dernière meurt, le laissant seul avec ses enfants. À l'issue de son congé, il repart en Indochine et confie ses fils à sa famille,.
À son retour en Indochine, il se heurte à l’hostilité de son remplaçant, Jules Rougni, et obtient sa mutation en 1929 au royaume d’Annam comme médecin-chef de la province de Quảng Trị. Atteint par le paludisme, il retourne en métropole en novembre 1930, et séjourne à Paris durant quelques mois.
En 1931, il revient à La Réunion, où il est muté comme médecin de la station thermale d’Hell-Bourg, puis il est nommé en 1934 directeur du service de santé de la colonie.
À cette époque, il se met à admirer Abd el-Krim, anticolonialiste marocain exilé dans l'île. Il fréquente par ailleurs la famille impériale d'Annam, également exilée sur place.

### Carrière politique, associative et syndicale
Dès son retour à La Réunion, il s'engage dans la défense des pauvres et se syndique à la CGT. Il participe également aux activités de la Ligue des droits de l'homme et de la loge maçonnique L’amitié. Il rejoint aussi le Comité républicain d'action démocratique et sociale (CRADS) présidé par Léonus Bénard. Son engagement le positionne à la gauche de ce rassemblement.
En mai 1935, il est élu maire de Salazie. Après l'arrivée au pouvoir du Front populaire en 1936, il appuie la politique de ce dernier dans la colonie, adhère au Parti réunionnais d'action démocratique et sociale (PRADS), et se rapproche des communistes.

En 1940-1942, le gouverneur de l'île, Pierre Aubert, impose la fidélité au maréchal Pétain. Le 5 octobre 1940, Raymond Vergès écrit au gouverneur Aubert : 

« J’ai l’honneur de vous rendre compte que si je voulais mener une action contre le Gouvernement qui m’emploie, je commencerais par démissionner. Je m’engage donc personnellement à suivre, avec un entier loyalisme, le gouvernement français, ainsi que son chef le maréchal Pétain,. »

 Aubert le jugeant loyal, Raymond Vergès conserve l'ensemble de ses fonctions et mandats électoraux. Le 20 juillet 1941, Raymond Vergès prononce un discours portant sur le progrès de la médecine dans l'empire colonial, un des nombreux événements promouvant la France d'outre-mer supervisés par Pierre Aubert. Le 28 novembre 1942, les troupes gaullistes prennent le contrôle de La Réunion et nomment André Capagorry comme nouveau gouverneur. Les relations entre les deux hommes sont excellentes. Raymond Vergès adhère à l'Association bourbonnaise de la France combattante, fonde le 5 mai 1944, le quotidien engagé Témoignages et affirme son attachement au général de Gaulle. Il s’impose alors comme un leader politique dans l’île.
Le 27 mai 1945, il est élu maire de Saint-Denis sous la bannière du CRADS, puis est élu député de la deuxième circonscription de La Réunion à l'Assemblée nationale constituante le 21 octobre de la même année. Membre de la commission des territoires d’Outre-mer de l'assemblée, il siège au groupe communiste avec un autre député réunionnais Léon de Lépervanche. Il sera réélu deux fois : aux élections de 1945 et de 1951.
En 1946, Vergès et de Lepervanche proposent une loi pour faire de La Réunion un département français. Deux autres propositions de loi, l'une pour la Guyane (proposée par Gaston Monnerville), l'autre pour les Antilles (proposée par Léopold Bissol), sont présentées dans le même temps. Les trois propositions sont fondues en une seule, présentée par Aimé Césaire, alors le plus jeune député d'outre-mer, et est adoptée officiellement le 19 mars 1946 pour les quatre anciennes colonies devenant départements d'outre-mer (la Guadeloupe, la Guyane, la Martinique et La Réunion).
En pleine campagne législative devant renouveler l'assemblée constituante, Raymond Vergès est mêlé à la mort d'Alexis de Villeneuve, un de ses adversaires politiques : son fils Paul Vergès, désigné par des témoins comme étant l'auteur des coups de feu, est arrêté, et l'arme du crime retrouvée est au nom de Raymond. Le conseil municipal de Saint-Denis a été dissous par le gouverneur de La Réunion André Capagorry, et Raymond perd son siège de maire, puis celui de député dans l'élection qui suit. Il fait jouer ses appuis au Parti communiste français pour aider son fils, en dépaysant le procès en métropole. Aux assises de Lyon, en juillet 1947, Paul est jugé coupable (il ne sera toutefois condamné que pour « coups et violences sans intention de donner la mort », lui infligeant cinq ans de prison avec sursis),. Raymond récupère lors des élections législatives de novembre son fauteuil de député.
En 1951, il devient maire de Saint-André, puis est élu membre du Conseil général de La Réunion en avril 1955. Le 2 janvier 1956, il n’est pas candidat sur la liste du PCF aux élections législatives, et passe le relais à son fils, Paul Vergès, qui conduit victorieusement la liste d’Union pour la défense des ouvriers et des planteurs. 
Raymond Vergès meurt à son domicile de Saint-André, dix-huit mois plus tard, le 2 juillet 1957.